# Клер Нувіан
Клер Нувіан (нар. 19 березня 1974) — французька екологічна активістка, журналістка, телепродюсерка, кінорежисерка і організаційна лідерка.
Клер Нувіан народилася в Бордо. Після кар'єри в журналістиці вона займалася адвокатською діяльністю щодо захисту океану та морського життя. Вона була нагороджена Trophée des femmes en or у 2012 р. У 2018 році отримала Екологічну премію Goldman і стала другою француженкою, яка отримала цю премію (після біологині Крістін Жан у 1992 році).